# Léon Mabille
Léon Hubert Ghislain Mabille (Le Rœulx, 25 maart 1845 - Leuven, 11 juli 1922) was een Belgisch hoogleraar en politicus voor de Katholieke Partij.

## Biografie
Léon Mabille liep school aan het Collège Saint-Stanislas in Bergen en promoveerde tot doctor in de rechten (1867) aan de Katholieke Universiteit Leuven en in 1872 werd hij hoogleraar aan deze universiteit.
Hij speelde een politieke rol in Le Rœulx, waar hij in 1891 gemeenteraadslid werd en van 1903 tot 1919 burgemeester was.
Mabille was een christelijk-sociaal voorman. In 1891 werd hij bestuurslid van de Belgische Volksbond. In 1893 werd hij actief bij de Cercle régional d'études sociales pour ouvriers in La Louvière en omliggende. Dit leidde in 1895 tot de oprichting van de Parti démocratique du centre, waarvoor Mabille het programma schreef. Deze partij was in het 'centre' actief in dezelfde periode waarin de gebroeders Pieter en Adolf Daens hun Christene Volkspartij in Aalst en omstreken organiseerden.
In 1900 werd hij binnen de Katholieke Partij verkozen tot volksvertegenwoordiger voor het arrondissement Zinnik en hij vervulde dit mandaat tot aan zijn dood.